# Tejasari
Tejasari is een bestuurslaag in het regentschap Purbalingga van de provincie Midden-Java, Indonesië. Tejasari telt 2165 inwoners (volkstelling 2010).